# Надифлоксацин
Надифлоксацин (МНН) — фторхинолоновый антибиотик наружного применения.

## Фармакодинамика
Надифлоксацин оказывает бактерицидное действие путём ингибирования фермента ДНК-гиразы бактерий. Исследования надифлоксацина in vitro показали, что он обладает мощным бактерицидным действием по отношению к широкому спектру аэробных грамположительных и грамотрицательных, а также ко многим анаэробным бактериям. Среди чувствительных к надифлоксацину бактерий — Propionibacterium acnes, Staphylococcus epidermidis, Staphylococcus aureus. Надифлоксацин не имеет перекрёстной резистентности с другими фторхинолонами.

## Фармакокинетика
После наружного применения крема в дозе 10 мг (чистого надифлоксацина) у здоровых добровольцев максимальная концентрация в плазме крови составляет 1,7 нг/мл. Период полувыведения составляет около 19,4 ч. Не метаболизируется в организме. Около 0,09 % разовой дозы выводится с мочой в течение двух суток.

## Показания
Инфекционно-воспалительные заболевания кожи, вызванные чувствительными к надифлоксацину микроорганизмами: угревая сыпь (акне), фурункулёз. Средний отит.

## Способ применения
Крем наносят на пораженную поверхность кожи дважды в день. При лечении угревой сыпи применяют после умывания. При среднем отите препарат наносят при помощи турунды.

## Побочные действия
Среди местных реакций возможны раздражение, болезненность, покраснение кожи, контактный дерматит, папулезная сыпь. Системные реакции редки — ощущение прилива крови к лицу, повышенное потоотделение.

## Противопоказания
Повышенная чувствительность к фторхинолонам. Адекватных и строго контролируемых исследований по безопасности применения при беременности не проводилось, однако эксперименты на животных не выявили тератогенного действия надифлоксацина. Надифлоксацин может попадать в незначительных количествах в грудное молоко, поэтому его применение при лактации не рекомендуется.

## Особые указания
Перед применением надифлоксацина следует посоветоваться с врачом.